# Торнберг, Карл Иоганн
Карл Иоганн (Юхан) Торнберг (швед. Carl Johan Tornberg; 23 октября 1807, Линчёпинг — 6 сентября 1877, Лунд) — шведский востоковед.

## Биография
Изучал теологию и восточные языки в Уппсале и восточные языки Париже (здесь в том числе под руководством Сильвестра де Саси).
С 1835 года — профессор арабского языка Уппсальского университета, с 1844 года — Лундского университета.
С 1873 года — член-корреспондент Петербургской АН..

## Научное наследие
Редактор нескольких сочинений арабоязычных авторов, некоторые из которых были изданы с латинскими переводами.

### Труды
- Ex Ibn el-Vardii libro Margarita mirabilium etc. (1835—1842);
- Ibn Abi Zera’... pri-mordia dominationis murabitorum (1839);
- Ibn Khalduni narratio de expeditionibus francorum in terras islamismo subjectas (1840);
- De linguae Aramaeae dialectis (1842);
- Annales regum Mauritanice ab Ibn Abi Zer’ conscripti (1843—1846);
- Symbolae ad rem Numariam Muhammedanorum (1846—1856);
- Numi cufici (1848);
- Codices arabici, persici et turcici bibliothecce regim universitatis upsaliensis (1849);
- Codices arabici, persici et turcici bibliothecae Lu ndensis (1850);
- Codices orientales bibi. reg. univ. lundens, cum supplem (1850—1853).